# Sumisión química por pinchazo
La sumisión química (SQ) por pinchazo, también llamada pinchazo químico, es un fenómeno reportado en diferentes países, en el que se afirmaba que personas, principalmente mujeres jóvenes, eran aparentemente sometidas a la inyección subrepticia de drogas sedantes no identificadas en ambientes concurridos, como la pista de baile de una discoteca. Estos pinchazos supuestamente producían síntomas como sedación y amnesia, típicos de las drogas de violación. Sin embargo, no se han publicado resultados toxicológicos verificados que muestren la presencia de agentes incapacitantes conocidos en las presuntas víctimas. La incidencia de casos reales de sumisión química por pinchazo se desconoce y ha sido objeto de controversia. Algunos expertos han expresado sus dudas sobre la facilidad con la que se pueden llevar a cabo estas inyecciones sin que sean inmediatamente evidentes para la víctima. En algunos casos, como en España durante el verano de 2022, se ha demostrado que las denuncias resultaron ser falsas, desacreditando la supuesta oleada de pinchazos químicos en discotecas y zonas de ocio.

## Incidentes

### Alemania
En mayo de 2022, la música australiana Zoé Zanias del grupo Linea Aspera afirmó que fue atacada con una aguja en el club nocturno Berghain en Berlín, y que, como consecuencia, había sufrido una crisis respiratoria y una experiencia "psicodélica" no deseada.

### Bélgica
En mayo de 2022 se produjo un incidente de pinchazos a aficionados al fútbol durante un partido entre el KV Mechelen y el Racing Genk. Catorce asistentes de la misma sección del estadio sintieron un pinchazo y posteriormente se sintieron mal.
Más recientemente, en la ciudad de Hasselt (en la provincia de Limburgo), veinticuatro jóvenes se sintieron mal en el festival de adolescentes We R Young tras lo que se cree que fue un incidente de pinchazos. Todavía se discute si pudo tratarse de un incidente de pánico grupal.

### España
En el verano de 2022, se reportaron casos de supuestos pinchazos químicos en España, con 23 denuncias registradas en Cataluña, principalmente en la localidad turística de Lloret de Mar y en Barcelona, y 12 en el País Vasco. Sin embargo, posteriormente se descubrió que las denuncias eran falsas.

### Francia
Desde el verano de 2021, se han registrado más de 100 casos de pinchazos de agujas en discotecas francesas.

### Irlanda
En Irlanda, la Garda Síochána  llevó a cabo múltiples investigaciones sobre pinchazos con agujas en octubre y noviembre de 2021. El primer caso conocido de este tipo en Irlanda se produjo el 27 de octubre de 2021, cuando una mujer fue pinchada con una aguja en un club nocturno de Dublín.

### Reino Unido
En Nottingham, donde se presentaron 15 denuncias de pinchazos en octubre, la policía identificó un caso en el que la lesión de la víctima "podía ser compatible con una aguja".
Tres hombres fueron detenidos a raíz de las denuncias en Brighton y Eastbourne.
En Yorkshire, se mantuvo a la gente dentro de un club nocturno durante dos horas tras las denuncias de que dos mujeres habían sido pinchadas con agujas.
Se registraron 56 incidentes de pinchazos en septiembre y octubre de 2021. En diciembre de 2021, el Servicio de Policía de Nottinghamshire había recibido 146 denuncias sobre presuntos pinchazos. Se llevaron a cabo nueve detenciones, pero ningún sospechoso fue acusado posteriormente. El Consejo Nacional de Jefes de Policía (NPCC) informó a Vice News de 274 casos notificados entre septiembre y noviembre en 2021 El NPCC dijo que no se había confirmado ningún caso.
En Irlanda del Norte, el Servicio de Policía de Irlanda del Norte (PSNI) inició una investigación después de que una mujer creyera que le habían clavado una aguja en Omagh el 6 de noviembre de 2021.

## Denuncias en redes sociales
En las redes sociales se han propagado las denuncias de ataques por pinchazo así como la colocación de drogas en bebidas.

## Reacciones
Activistas, políticos y organismos estudiantiles han expresado su preocupación ante estos hechos. La ministra del Interior británica, Priti Patel, habría solicitado a la policía una actualización urgente sobre estos incidentes.

### Boicots y controles más duros
Como forma de protesta, varias mujeres de ciudades universitarias decidieron boicotear los clubes nocturnos para las "noches de chicas". Activistas también pidieron a los clubes nocturnos que impusieran controles más estrictos de entrada. El 4 de noviembre de 2021, el Parlamento británico examinó una petición en línea sobre el tema y decidió que no había que modificar la ley.